# Stéphane Tourreau
Stéphane Tourreau, né le 17 mars 1987 à Thonon-les-Bains, est un champion français d'apnée haut-savoyard, spécialiste du poids constant et membre de l'équipe de France (FFESSM). 
En 2016, il devient champion de France et vice-champion du monde de poids constant « monopalme » à Kas, en Turquie.

## Présentation
Apnéiste Annécien, originaire de Thonon-les-Bains, sur les bords du Lac Léman, Stéphane Tourreau découvre l'apnée vers l’âge de 10 ans, en Corse avec sa famille.
Aucune structure n’existant pour pratiquer en Haute-Savoie, il est sollicité à 19 ans pour lancer l’activité dans le département afin de partager sa passion et s'entraîner plus sérieusement.
En 2007, il participe à sa première compétition en piscine et en 2009, il découvre la compétition profondeur. Il décide en 2014 d'arrêter l'indoor pour se focaliser entièrement au milieu naturel et à la verticalité.
Stéphane s’installe en 2011 à Annecy où la place de l’apnée devient très importante. Il s’entoure alors d’une équipe initiée par Loïc Gouzerh, son préparateur mental, qui l’aidera dans ses premières démarches de haut niveau.
À 24 ans, il se sélectionne pour participer à ses premiers championnats du monde en Grèce, à Kalamata en 2011.
En 2016, Stéphane devient vice-champion du monde en poids constant (monopalme) et engage ses premières démarches comme athlète indépendant, l'apnée n'étant pas encore reconnu sport de haut niveau par l'État.

## Palmarès
- 2022 : CMAS - 4e au CDM - KAS (Turquie) - poids constant : -111m
- 2022 : AIDA - 3e au Vertical Blue - Dean's blue Hole (Bahamas) - poids constant : -109m
- 2021 : CMAS - 3e au Vertical Blue - Dean's blue Hole (Bahamas) - poids constant : -111m
- 2016 : CMAS[4] - Vice champion du monde en poids constant à Kas (Turquie) : -103m
- 2016 : CMAS - Champion de France en poids constant à Nice
- 2016 : AIDA - Médaille de Bronze en poids constant au Vertical Blue[5] (Dean's Blue Hole - Bahamas) : -101m

## Production vidéo - documentaires et webséries
"À Couper Le Souffle" : En 2020, documentaire de 52 minutes, réalisé par Mathias Lopez, produit par Puzzle Media et diffusé sur France Ô. Une exploration de l’île de Mayotte, joyau de l’océan indien, ce documentaire fait le lien entre la préservation du milieu et la pleine conscience. Stéphane s’est également fixé un objectif sportif de taille, l’exploration sans bouteille par -70 mètres de fond de l’un des spots sous-marins les plus prestigieux de l’île volcanique. L’occasion de découvrir cet archipel autrement.[non neutre]
"Là Eau" : En 2018, avec son frère, Grégory Tourreau (hydrobiologiste) et toujours entouré de Mathias Lopez, une websérie sur les lacs d'altitude. Elle a pour but de sensibiliser le public à la fragilité des écosystèmes mais aussi d'engager une collaboration avec les décisionnaires et gestionnaires de ces sites. Les lacs explorés sont les suivants : le lac du Lou, les lacs Jovet (Les Contamines-Montjoie), le lac Cornu, le lac Blanc (Sainte-Foy-Tarentaise) et enfin, le lac Vert de Passy.
"The Freediving Universe" : En 2016, avec Mathias Lopez (réalisateur-cameraman): pendant la compétition du Vertical Blue aux Bahamas. Ce projet, réalisé sur une année complète, relate la compétition et la rencontre avec les espèces marines locales pour amener l’apnée à tous, en partageant la démarche d’introspection et de compréhension de cet univers. Elle est composée de 4 épisodes : The Dolphins Heart, Deeper Mind, Deeper Connection, Nature Is Light. Les 4 épisodes sont compilés dans un film intégral : The Freediving Universe